# Tod in den Augen
Tod in den Augen (Originaltitel Gypsy Eyes) ist ein slowenischer Actionfilm des Regisseurs Vinci Vogue Anžlovar aus dem Jahr 1992. Es ist der erste abendfüllende Spielfilm mit der britischen Schauspielerin Claire Forlani, der allerdings beim Publikum und bei den Kritikern gleichermaßen durchfiel. 

## Handlung
Die bildhübsche rumänische Zigeunerin Katarina, eine gewiefte Kriminelle, versucht Geschäftsleute auszurauben, indem sie vorgibt ein Callgirl zu sein. Eines Tages wird sie mehr zufällig Zeugin, wie ein bekannter Politiker brutal ermordet wird. der CIA-Agent Harry Noble, der der Bukarester Botschaft als Sicherheitschef zugewiesen ist, will den Fall unbedingt übernehmen, da der Ermordete ein Freund von ihm war. Da Noble eigentlich in zwei Wochen nach Hause zurückkehren sollte, ist sein Chef dagegen gewesen, dass Harry sich in den Fall reinhängt. 
Noble findet mit Hilfe des örtlichen Polizeichefs heraus, dass man eine Zigeunerin gefasst hat, die den Mord gesehen haben will. Es stellt sich weiter heraus, dass Botschaftsangehörige illegal Waffen verkauft haben. Der Mann, der ermordet worden ist, hatte begonnen auf eigene Rechnung zu arbeiten, weshalb man ihn tötete. Da Harry und Katarina inzwischen zu viel wissen, will man sie nun unbedingt auch beseitigen. Erst einmal tötet die Bande den Polizeichef, dann landet eine Handgranate im Auto von Harry und Katarina, die jedoch entkommen können. Allerdings ist Harry schwer verletzt und verliert immer wieder das Bewusstsein. Als er wieder erwacht, befindet er sich in einem Zigeunerlager. Die Zigeuner erweisen sich als wahre Freunde.   
Katarina hat sich inzwischen in Harry Noble verliebt und auch er hat Gefallen an der reizvollen Frau gefunden. Beide müssen jedoch noch einiges zusammen durchmachen, bevor sie befreit aufatmen können.

## Produktion, Veröffentlichung
Produziert wurde der Film von der A Vogue & Cline Production, von der er in Slowenien auch vertrieben wurde. Die Dreharbeiten fanden in Kroatien statt und dauerten elf Wochen.
Erstmals wurde der Film am 14. Juni 1997 vom ZDF ausgestrahlt. In Deutschland gab die e-m-s GmbH den Film unter dem Titel Tod in den Augen – a dangerous romance (deutsch … eine gefährliche Romanze) am 15. November 2001 mit einer deutschen Tonspur heraus. Veröffentlicht wurde der Thriller zudem in Bulgarien und Ungarn sowie im Vereinigten Königreich. Der Videotitel in den Vereinigten Staaten lautet CIA Trackdown. Bekannt ist der Film auch unter dem Titel Pick Pocket.

## Kritik
Der Movie House Commentary zeigte sich vor allem entzückt von der Schönheit der Hauptdarstellerin Claire Forlani, die eine der schönsten Frauen der Welt sei und eine einigermaßen akzeptable Schauspielerin. Bemängelt wurde, dass der Akzent der Akteure in jeder Szene wechsele. Unter einer kompetenten Anleitung hätte das vielleicht ein ganz guter Film werden können. Die Szenen wirkten improvisiert und zusammenhanglos, eingeführte Personen verschwänden ohne Erklärung wieder von der Bildfläche. Alle rumänischen Zigeuner sprächen perfekt Englisch, wenn auch mit verschiedenen Akzenten; wo sie das im ländlichen Rumänien gelernt hätten, bleibe das Geheimnis des Regisseurs. Dieser, ein Slowene namens Vinci Vogue-Anžlovar, habe nach diesem Film nie wieder Regie geführt, was aber auch nicht verwunderlich sei nach dem Durcheinander, das er angerichtet habe.
Die Redaktion von Cinema stellte klar: „Der Multikulti-Krimi will wie ‚Der einzige Zeuge‘ sein, aber Regiedebütant Vinci Vogue-Anzlovar ist nun mal nicht Peter Weir.“ Fazit: „Leidlich spannender Trittbrettfahrerkrimi.“